# Austrolimnophila pallidistyla
Austrolimnophila pallidistyla är en tvåvingeart. Austrolimnophila pallidistyla ingår i släktet Austrolimnophila och familjen småharkrankar.

## Underarter
Arten delas in i följande underarter:
- A. p. pallidistyla
- A. p. perlimbata